# Axel Axelsson Stålarm
Axel Axelsson Stålarm, död 26 maj 1656 i Viborg, var en svensk militär. 

## Biografi
Stålarm var son till Axel Eriksson Stålarm och Märta Boije. Han blev 22 september 1640 vdi finska regementets knektar och blev 1649 tillförordnad landshövding i Åbo län. Från 1655 var han landshövding i Viborgs län. Han avled 1656 på Viborgs slott..
Stålarm ägde gårdarna Grabbacka slott i Karis socken och Kroggård i Karis socken. Den 7 april 1638 fick han Ylenjoki i Sääksmäki socken som donation och 26 maj 1653 fick han Paukkula i Sääksmäki socken som förläning.

### Familj
Stålarm var gift med Karin Boije (död 1670). Hon var dotter till överstelöjtnanten Hans Boije och Anna Hordeel. De fick tillsammans barnen Anna Margareta Stålarm (död 1682) som var gift med majoren Jakob Johan Bergh, Beta Stålarm som var gift med kaptenen Gerhard Magnus Löwe och Märta Stålarm som var gift med vice amiralen Arvid Arvidsson Björnram.
Utanför äktenskapet hade han sonen Erik Hillebard.